# Jen:ga
jen:ga (jen:ga?) è il primo album della rock band visual kei giapponese Moran. È stato pubblicato il 20 febbraio 2013 dall'etichetta indie SPEED-DISK.
Esistono due edizioni dell'album: una normale con custodia jewel case e una speciale in edizione limitata con custodia jewel case, cover diversa e DVD extra, ma due brani in meno.

## Tracce
Dopo il titolo è indicata fra parentesi "()" la grafia originale del titolo, eventuali note sono riportate dopo il punto e virgola ";".
1. Barairo no jigoku (薔薇色の地獄?) - 4:51 (Hitomi - Soan)
2. Benisashi (紅差し?) - 3:54 (Hitomi - Sizna)
3. L'oiseau bleu (ロワゾ・ブルー?) - 4:15 (Hitomi - Soan)
4. Bulbs (Bulbs?) - 4:33 (Hitomi - Soan)
5. Melancholia (メランコリア?) - 1:44 (Hitomi - Sizna)
6. Yakōchū (夜光虫?) (Hitomi - Sizna); brano presente solo nell'edizione normale
7. Wing or Tail (Wing or Tail?) - 4:03 (Hitomi - Soan)
8. ReCover (ReCover?) - 3:01 (Hitomi - vivi)
9. Maybe Lucy in the Sky (Maybe Lucy in the Sky?) - 3:15 (Hitomi - Sizna)
10. Eclipse (Eclipse?) - 4:36 (Hitomi - Sizna)
11. Aru sakushi to no yūgiroku (ある策士との遊戯録?) - 3:43 (Hitomi - Sizna)
12. Fuyūbyō (浮遊病?) - 5:27 (Hitomi - Soan)
13. Last piece of the jen:ga (Last piece of the jen:ga?) (Sizna); brano presente solo nell'edizione normale

## Formazione
- Hitomi - voce
- Sizna - chitarra
- vivi - chitarra
- Ivy - basso
- Soan - batteria, pianoforte